# Deutsches Zusatzstoffmuseum
Das Deutsche Zusatzstoffmuseum ist ein öffentliches Museum auf dem Gelände des Hamburger Großmarkts und informiert über häufig eingesetzte Zusatzstoffe und Zusätze wie Geschmacksverstärker, Aromen, Farbstoffe und Enzyme in Lebensmitteln.

## Entwicklung, Ziele, Verantwortliche
Die wissenschaftliche Leitung beim Aufbau der Exposition zu Beginn des 21. Jahrhunderts lag bei den Lebensmittelchemikern Georg Schwedt und Udo Pollmer.
Das wichtigste Ziel dieses Museums ist die umfassende Aufklärung über die Herkunft und Wirkung aller Lebensmittel-Zusatztoffe, auch Emulgatoren und Stabilisatoren auf den menschlichen Organismus. Die Exponate sind in vier Bereiche gegliedert:
- Ein ungewöhnliches Supermarktregal,
- Ein Supermarkt voller Informationen,
- Unsere Kasse der Zusatzstoffe,
- Vom Nahrungsmittel zum funktionalen Additiv.

Träger des Museums ist die Hamburger Lebensmittelstiftung. Vorsitzende der Stiftung ist Friederike Ahlers aus der Familie Ahlers, die Mehrheitsaktionär der Frosta ist, einem in Bremerhaven beheimateten Tiefkühlkostproduzenten. Familie Ahlers ist auch Hauptsponsor der Hamburger Lebensmittelstiftung.